# Monica Kristensen Solås
Monica Kristensen Solås (Torsby, Suecia, 30 de junio de 1950) es una glacióloga, meteoróloga, exploradora polar y novelista noruega.

## Biografía
Nació en Torsby, Suecia, de padres suecos/noruegos, y siendo niña se mudaron a Kongsvinger en Noruega.
Tiene un grado en física de la Universidad de Tromsø, y un doctorado en la Universidad de Cambridge en glaciología. Ha participado en numerosas expediciones al Ártico y la Antártida, habiendo recibido numerosos premios y distinciones entre las que se destacan la medalla de oro de la Royal Geographical Society.
A partir de 1984 trabajó en el Instituto de Meteorología de Noruega, siendo gerente regional de pronóstico del clima en el norte de Noruega durante el período 1994-1998. De 1998 a 2003 fue director general. Kings Bay A / S en Ny-Ålesund. En 2004/2005, que fue Secretario General de la Sociedad de Salvamento de Noruega.
Kristensen ha participado como investigadora en varias expediciones árticas y participado y dirigido varias expediciones a la Antártida. Participó en las temporadas 1980/81 y 1981/82 en las expediciones antárticas británicas, la temporada 1984-1985 en la expedición noruega a la Antártida. Organizó y lideró en la temporada 1986-87 su propia expedición científica que tenía el objetivo de llegar al Polo Sur en trineo de perros. En 1991-1992 estableció la estación de investigación "Blåenga" en la Tierra de Coats, la Antártida Occidental. Esta fue la primera temporada del programa Aurora, una investigación relacionada con el clima de tres años con actividades en los campos de investigación en meteorología, glaciología y oceanografía. Sucedió en Filchnerisen, donde no se hizo previamente tales investigaciones.

## Expediciones
En 1986–1987 lideró una expedición para seguir la ruta de Roald Amundsen al polo sur, pero debió regresar en los 86 grados sur. 
Posteriormente en febrero de 1992 visitó el polo sur brevemente con el especialista en glaciología Heinrich Eggenfellner; esta expedición utilizó un pequeño avión, y recibió ayuda de los norteamericanos de la estación Amundsen-Scott en el polo sur, incluido el uso de un snowmobile. Durante la expedición plantaron una tienda en el sitio en que se cree Amundsen armó la suya en 1911. 
En diciembre de 1993 Monica armó otra expedición con el objetivo de encontrar la tienda de Amundsen en el polo Sur, y recuperarla para exhibirla en los Juegos Olímpicos de Invierno de 1994 en Noruega. Este intento, una travesía utilizando snowmobiles, fue abandonado cuando el miembro de la expedición Jostein Helgestad muriera al caer en una grieta, el resto de los miembros del grupo fueron rescatados por una patrulla de búsqueda y rescate norteamericana.
Posteriormente trabajó en el norte de Noruega y en Svalbard, y en enero del 2004 asumió como secretaria general del Redningsselskapet (Norsk Selskab til Skibbrudnes Redning – la Sociedad Noruega de Rescate en el Mar), cargo que ocupó hasta noviembre del 2005.

## Escritora
Solås es una escritora muy prolífica.  Entre sus obras se destacan Mot 90 Grader Syd (Hacia 90 grados de latitud Sur) (1987).

## Obras y publicaciones
- Mot 90 grader syd. Editorial Cappelen Damm AS. 1987, ISBN 9788250408913, EAN 9788250408913
- Det magiske landet.  Editorial Grøndahl (1989). ISBN-10: 8250417208, ISBN 9788250417205
- Dager mot Antarktis 1993, Editorial Dreyer (1993), 190 pag. ISBN-10 8250420462, ISBN 9788250420465
- Hollendergraven, (La tumba del holandés), novela policial. Oslo, Forlaget Press 2007,; ASIN B002HED1KS
- Kullunge 2008, ISBN	9788275473309
- In manchen Nächten. Publisher: btb Verlag (2013). 352 pag. ASIN B00EGKEML8
- Operasjon Fritham. Publisher: Actes Sud (2014), ISBN-10: 2330032838, ISBN 9782330032838
- Den døde i Barentsburg (El muerto en Barentsburgo), 2011
- Kings Bay saken 2012
- Suchen. btb Verlag (9 de enero de 2012). 336 pag. ASIN B006RADB9Y